# Hóquei no gelo nos Jogos Olímpicos de Inverno de 1976
O torneio de hóquei no gelo nos Jogos Olímpicos de Inverno de 1976 foi disputado por doze equipes masculinas no Olympiahalle Innsbruck em Innsbruck, na Áustria, entre 2 e 14 de fevereiro.
A fórmula de disputa do torneio olímpico consistiu de duas fases. Na primeira fase (qualificação) todas as equipes foram emparelhadas para se enfrentar em jogo único, totalizando seis partidas. As seis vencedoras garantiram-se na disputa por medalhas da fase final. As equipes perdedoras da primeira fase disputaram jogos de consolação para definir do 7º ao 12º posto.
A União Soviética conquistou o tetracampeonato olímpico e a quinta medalha de ouro no geral. A medalha de prata ficou com a Checoslováquia e a de bronze com a equipe da Alemanha Ocidental.

## Medalhistas
|  | URS União Soviética |  | TCH Checoslováquia |  | FRG Alemanha Ocidental |
|  | Vladislav Tretyak Aleksandr Sidelnikov Aleksandr Gusev Vladimir Lutchenko Sergey Babinov Yury Lyapkin Valery Vasilyev Gennady Tsygankov Sergey Kapustin Viktor Shalimov Aleksandr Maltsev Boris Aleksandrov Boris Mikhaylov Aleksandr Yakushev Vladimir Petrov Valery Kharlamov Vladimir Shadrin Viktor Zhluktov |  | Jiří Holeček Jiří Crha Oldřich Machač Milan Chalupa František Pospíšil Miroslav Dvořák Milan Kajkl Jiří Bubla Milan Nový Vladimír Martinec Jiří Novák Bohuslav Šťastný Jiří Holík Ivan Hlinka Eduard Novák Jaroslav Pouzar Bohuslav Ebermann Josef Augusta |  | Erich Weißhaupt Anton Kehle Rudolf Thanner Josef Völk Udo Kießling Stefan Metz Klaus Auhuber Ignaz Berndaner Rainer Philipp Lorenz Funk Wolfgang Boos Ernst Köpf Ferenc Vozar Walter Köberle Erich Kühnhackl Alois Schloder Martin Hinterstocker Franz Reindl |

## Fase de qualificação
| 2 de fevereiro | POL Polônia            | 7-4 (1-2, 3-2, 3-0)  | ROM Romênia         |
| 2 de fevereiro | TCH Checoslováquia     | 14-1 (3-0, 6-1, 5-0) | BUL Bulgária        |
| 2 de fevereiro | FRG Alemanha Ocidental | 5-1 (1-0, 2-0, 2-1)  | SUI Suíça           |
| 3 de fevereiro | FIN Finlândia          | 11-2 (0-1, 4-0, 7-1) | JPN Japão           |
| 3 de fevereiro | USA Estados Unidos     | 8-4 (2-1, 4-1, 2-2)  | YUG Iugoslávia      |
| 3 de fevereiro | AUT Áustria            | 3-16 (0-4, 2-8, 1-4) | URS União Soviética |

## Fase final

### Grupo B (7º-12º lugar)
| Equipe         | Pts | J | V | E | D | GP | GC | CD               |
| -------------- | --- | - | - | - | - | -- | -- | ---------------- |
| ROM Romênia    | 8   | 5 | 4 | 0 | 1 | 23 | 15 |                  |
| AUT Áustria    | 6   | 5 | 3 | 0 | 2 | 18 | 14 | 3-2 JPN, 3-1 YUG |
| JPN Japão      | 6   | 5 | 3 | 0 | 2 | 20 | 18 | 2-3 AUT, 4-3 YUG |
| YUG Iugoslávia | 6   | 5 | 3 | 0 | 2 | 22 | 19 | 1-3 AUT, 3-4 JPN |
| SUI Suíça      | 4   | 5 | 2 | 0 | 3 | 24 | 22 |                  |
| BUL Bulgária   | 0   | 5 | 0 | 0 | 5 | 19 | 38 |                  |

| 5 de fevereiro  | YUG Iugoslávia | 6-4 (1-1, 2-2, 3-1) | SUI Suíça      |
| 5 de fevereiro  | ROM Romênia    | 3-1 (1-0, 1-1, 1-0) | JPN Japão      |
| 5 de fevereiro  | AUT Áustria    | 6-2 (1-1, 3-0, 2-1) | BUL Bulgária   |
| 7 de fevereiro  | ROM Romênia    | 3-4 (1-1, 1-2, 1-1) | YUG Iugoslávia |
| 7 de fevereiro  | SUI Suíça      | 8-3 (2-0, 3-1, 3-2) | BUL Bulgária   |
| 7 de fevereiro  | AUT Áustria    | 3-2 (1-1, 2-0, 0-1) | JPN Japão      |
| 9 de fevereiro  | YUG Iugoslávia | 8-5 (3-1, 1-0, 4-4) | BUL Bulgária   |
| 9 de fevereiro  | SUI Suíça      | 4-6 (2-1, 1-4, 1-1) | JPN Japão      |
| 9 de fevereiro  | AUT Áustria    | 3-4 (2-1, 0-0, 1-3) | ROM Romênia    |
| 11 de fevereiro | AUT Áustria    | 3-5 (1-1, 2-3, 0-1) | SUI Suíça      |
| 11 de fevereiro | ROM Romênia    | 9-4 (6-0, 2-1, 1-3) | BUL Bulgária   |
| 11 de fevereiro | YUG Iugoslávia | 3-4 (0-2, 0-1, 3-1) | JPN Japão      |
| 13 de fevereiro | JPN Japão      | 7-5 (4-3, 2-1, 1-1) | BUL Bulgária   |
| 13 de fevereiro | ROM Romênia    | 8-4 (0-2, 4-0, 4-2) | SUI Suíça      |
| 13 de fevereiro | AUT Áustria    | 3-1 (0-0, 2-0, 1-1) | YUG Iugoslávia |

### Grupo A (1º-6º lugar)
| Equipe                 | Pts | J | V | E | D | GP | GC | CD               |
| ---------------------- | --- | - | - | - | - | -- | -- | ---------------- |
| URS União Soviética    | 10  | 5 | 5 | 0 | 0 | 40 | 11 |                  |
| TCH Checoslováquia     | 6   | 5 | 3 | 0 | 2 | 17 | 10 |                  |
| FRG Alemanha Ocidental | 4   | 5 | 2 | 0 | 3 | 21 | 24 | 3-5 FIN, 4-1 USA |
| FIN Finlândia          | 4   | 5 | 2 | 0 | 3 | 19 | 18 | 5-3 FRG, 4-5 USA |
| USA Estados Unidos     | 4   | 5 | 2 | 0 | 3 | 15 | 21 | 1-4 FRG, 5-4 FIN |
| POL Polônia            | 0   | 5 | 1 | 0 | 4 | 9  | 37 |                  |

| 6 de fevereiro  | POL Polônia         | 4-7 (2-5, 0-0, 2-2)    | FRG Alemanha Ocidental |
| 6 de fevereiro  | URS União Soviética | 6-2 (3-0, 1-1, 2-1)    | USA Estados Unidos     |
| 6 de fevereiro  | TCH Checoslováquia  | 2-1 (0-1, 1-0, 1-0)    | FIN Finlândia          |
| 8 de fevereiro  | URS União Soviética | 16-1 (7-1, 6-0, 3-0)   | POL Polônia            |
| 8 de fevereiro  | FIN Finlândia       | 5-3 (2-1, 1-1, 2-1)    | FRG Alemanha Ocidental |
| 8 de fevereiro  | TCH Checoslováquia  | 5-0 (1-0, 1-0, 3-0)    | USA Estados Unidos     |
| 10 de fevereiro | FIN Finlândia       | 4-5 (0-2, 2-1, 2-2)    | USA Estados Unidos     |
| 10 de fevereiro | TCH Checoslováquia  | 0-1[a] (3-1, 1-0, 3-0) | POL Polônia            |
| 10 de fevereiro | URS União Soviética | 7-3 (5-2, 1-0, 1-1)    | FRG Alemanha Ocidental |
| 12 de fevereiro | USA Estados Unidos  | 7-2 (3-1, 1-1, 3-0)    | POL Polônia            |
| 12 de fevereiro | TCH Checoslováquia  | 7-4 (4-0, 3-2, 0-2)    | FRG Alemanha Ocidental |
| 12 de fevereiro | URS União Soviética | 7-2 (3-0, 1-0, 3-2)    | FIN Finlândia          |
| 14 de fevereiro | USA Estados Unidos  | 1-4 (0-0, 0-1, 1-3)    | FRG Alemanha Ocidental |
| 14 de fevereiro | FIN Finlândia       | 7-1 (4-1, 1-0, 2-0)    | POL Polônia            |
| 14 de fevereiro | URS União Soviética | 4-3 (0-2, 2-0, 2-1)    | TCH Checoslováquia     |

a. ^  Originalmente a partida terminou em 7 a 1 para a Checoslováquia, mas a equipe foi punida devido ao teste positivo de doping do jogador František Pospíšil. A Polônia não recebeu pontos pela vitória.

## Classificação final
| Pos.   | Equipe                 |
| ------ | ---------------------- |
| Ouro   | URS União Soviética    |
| Prata  | TCH Checoslováquia     |
| Bronze | FRG Alemanha Ocidental |
| 4      | FIN Finlândia          |
| 5      | USA Estados Unidos     |
| 6      | POL Polônia            |
| 7      | ROM Romênia            |
| 8      | AUT Áustria            |
| 9      | JPN Japão              |
| 10     | YUG Iugoslávia         |
| 11     | SUI Suíça              |
| 12     | BUL Bulgária           |